# مؤشر المقاومة الشريانية

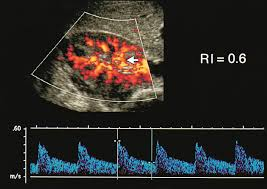

مؤشر المقاومة الشريانية (والذي يطلق عليه كذلك مصطلح مؤشر المقاومة واختصاره آر آي) هو مقياس طوره لياندر بورسيلوت لتدفق الدم النبضي ويعكس مقاومة تدفق الدم التي تنتج عن بُعد سرير الأوعية الدقيقة عن موقع المقياس.

## الحساب
الصيغة المستخدمة لحساب مؤشر المقاومة هي:
{\displaystyle RI={\frac {v_{systole}-v_{diastole}}{v_{systole}}}}

## الوصف
| مؤشر المقاومة | الوصف                       |
| ------------- | --------------------------- |
| 0             | تدفق مستمر                  |
| 1             | انقباضي، لكن التدفق انبساطي |
| >1            | تدفق انبساطي عكسي           |

يتغير مؤشر المقاومة ليس بسبب المقاومة الوعائية فحسب بل وبسبب المزج بين المقاومة الوعائية والمطاوعة الوعائية.

## الاستخدامات
- يُستخدم المؤشر في اختبارات الموجات فوق الصوتية التي تُجرى على الشريان السري في حالات قصور المشيمة. ولا ينبغي لمؤشر المقاومة أن يتجاوز 0.60 في الأسبوع الثلاثين من الحمل.[4]

## وصلات خارجية
- Resistivity index (English/Spanish)
- Pulsatility index (Spanish)